# John Philip Saklil
John Philip Saklil (ur. 20 marca 1960 w Kokonao, zm. 3 sierpnia 2019 w Timice) – indonezyjski duchowny katolicki, biskup diecezjalny Timiki w latach 2004–2019.

## Życiorys
Święcenia kapłańskie otrzymał 23 października 1988 i został inkardynowany do diecezji Jayapura. Przez kilka lat pracował jako proboszcz, zaś w 1993 został studentem Wschodnioazjatyckiego Instytutu Duszpasterskiego w Manili. Po ukończeniu w 1996 studiów został wikariuszem generalnym diecezji, zaś od 2000 był wikariuszem biskupim dla wschodniej części diecezji.
19 grudnia 2003 papież Jan Paweł II mianował go biskupem diecezjalnym Timika. Sakry udzielił mu 18 kwietnia 2004 biskup Leo Laba Ladjar.
Zmarł w szpitalu w Timice 3 sierpnia 2019.